# Chrášťovice
Chrášťovice jsou obec v okrese Strakonice v Jihočeském kraji. Žije v ní 271 obyvatel.

## Historie
První písemná zmínka o obci pochází z roku 1544.

## Obyvatelstvo
| Rok            | 1869 | 1880 | 1890 | 1900 | 1910 | 1921 | 1930 | 1950 | 1961 | 1970 | 1980 | 1991 | 2001 | 2011 | 2021 |
| -------------- | ---- | ---- | ---- | ---- | ---- | ---- | ---- | ---- | ---- | ---- | ---- | ---- | ---- | ---- | ---- |
| Počet obyvatel | 615  | 622  | 597  | 681  | 658  | 651  | 622  | 483  | 459  | 374  | 318  | 248  | 255  | 242  | 268  |
| Počet domů     | 89   | 95   | 95   | 97   | 101  | 104  | 106  | 116  | 109  | 101  | 97   | 119  | 125  | 126  | 127  |

## Obecní správa

### Části obce
Obec Chrášťovice se skládá ze dvou částí na dvou stejnojmenných katastrálních územích.
- Chrášťovice
- Klínovice

V letech 1850–1879 k obci patřily i Leskovice.

### Obecní symboly
Znak a vlajka byly obci uděleny rozhodnutím předsedy Poslanecké sněmovny Parlamentu České republiky dne 21. června 2018.

## Pamětihodnosti
- Usedlost čp. 39

## Osobnosti
- Jan Vratislav Čapek (1842-1909), českoamerický novinář, spisovatel, básník a historik
- Tomáš Čapek (1861-1950),  českoamerický politik, právník, bankéř a publicista, kronikář české emigrace ve Spojených státech amerických
- Jiří Čapek (*1934), redaktor časopisu Svět v obrazech

## Galerie

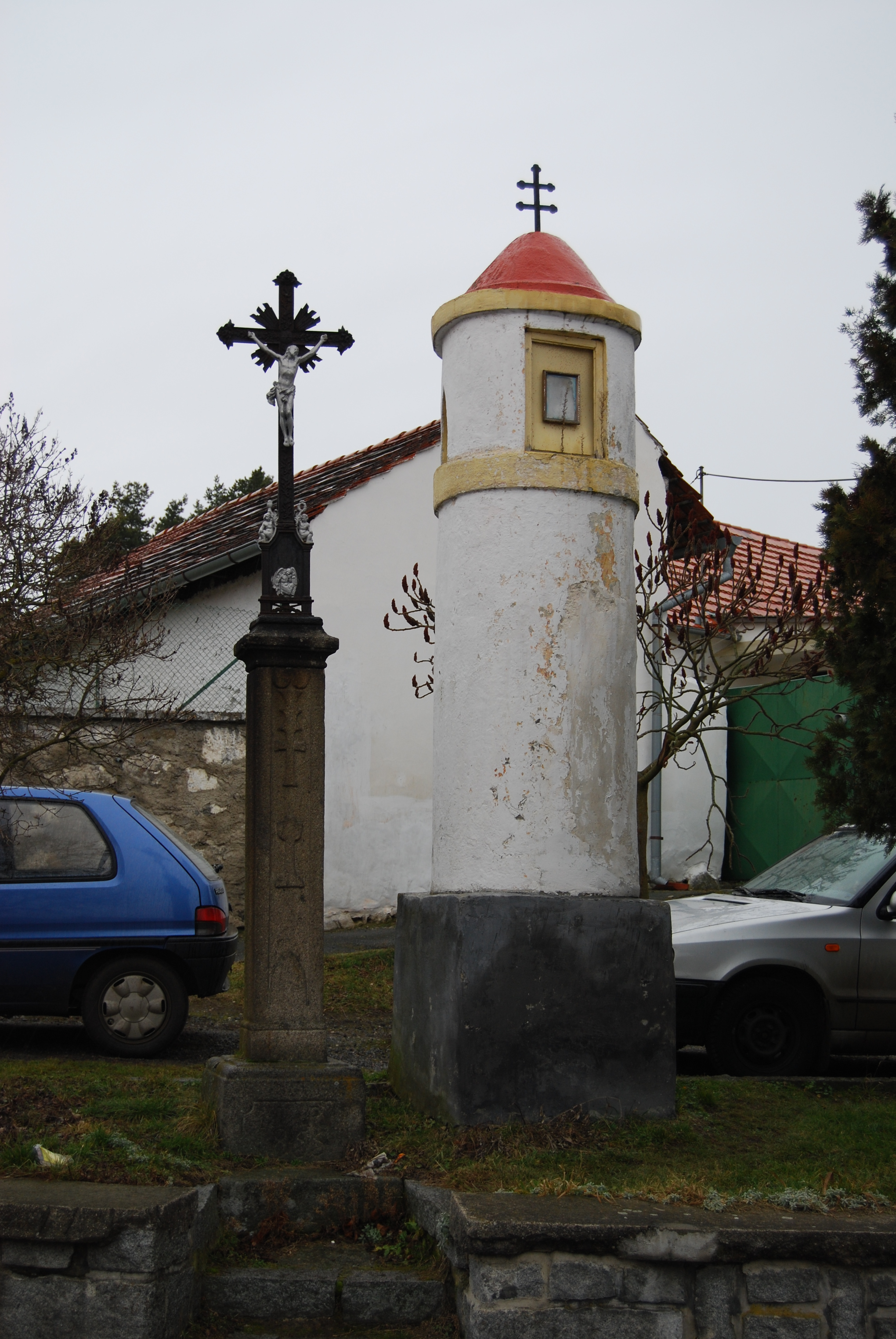
Boží muka v obci
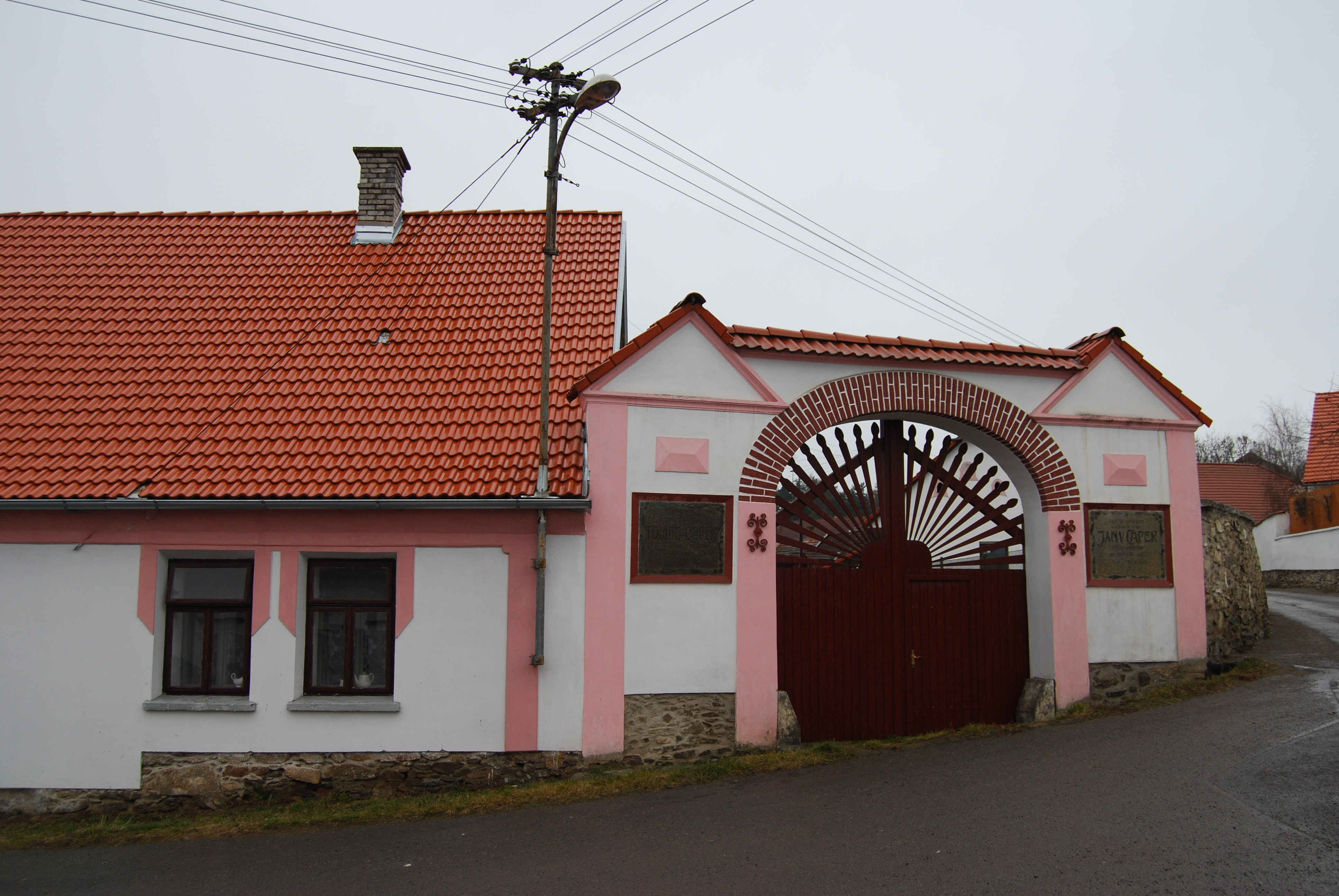
Venkovská usedlost v obci
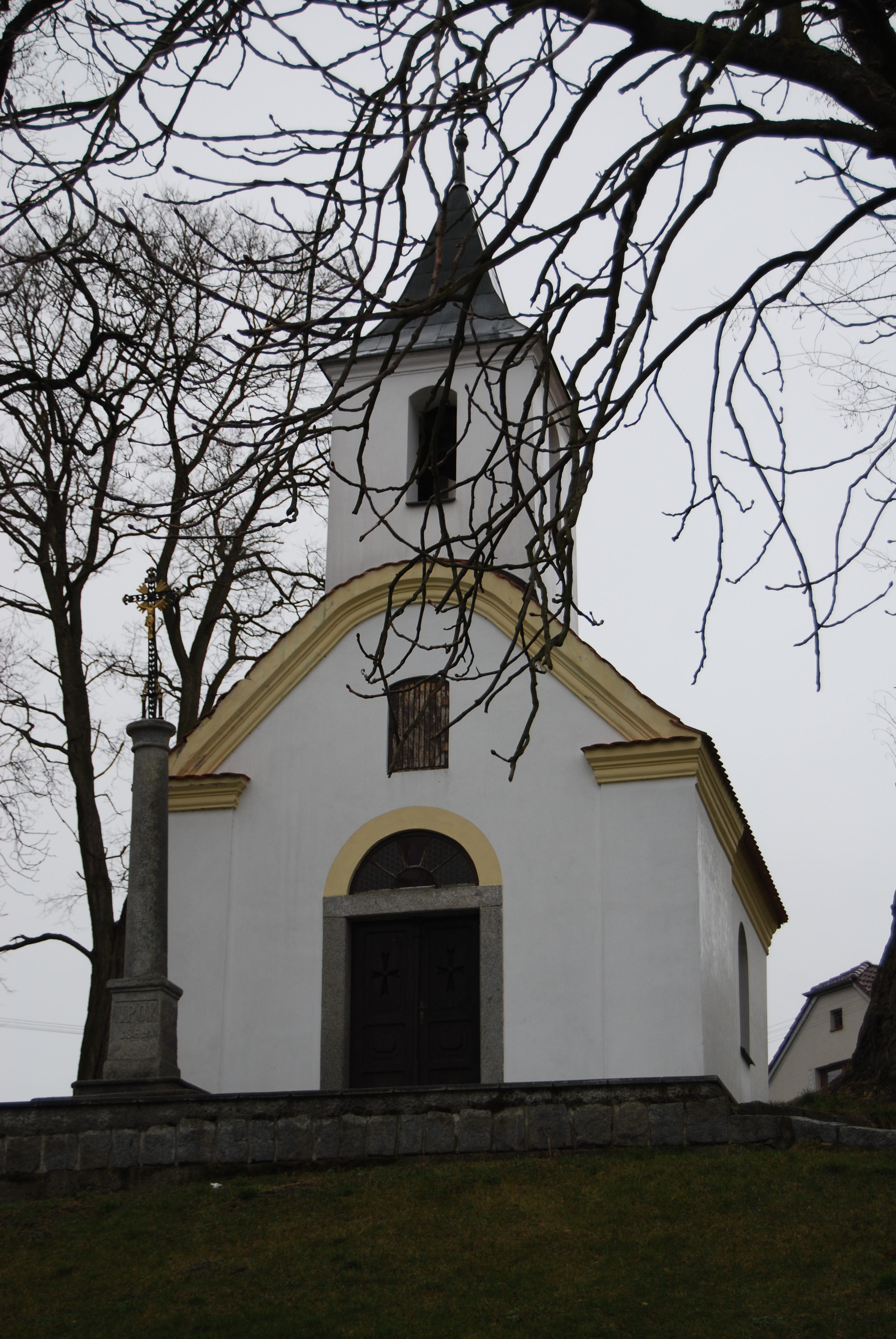
Návesní kaple
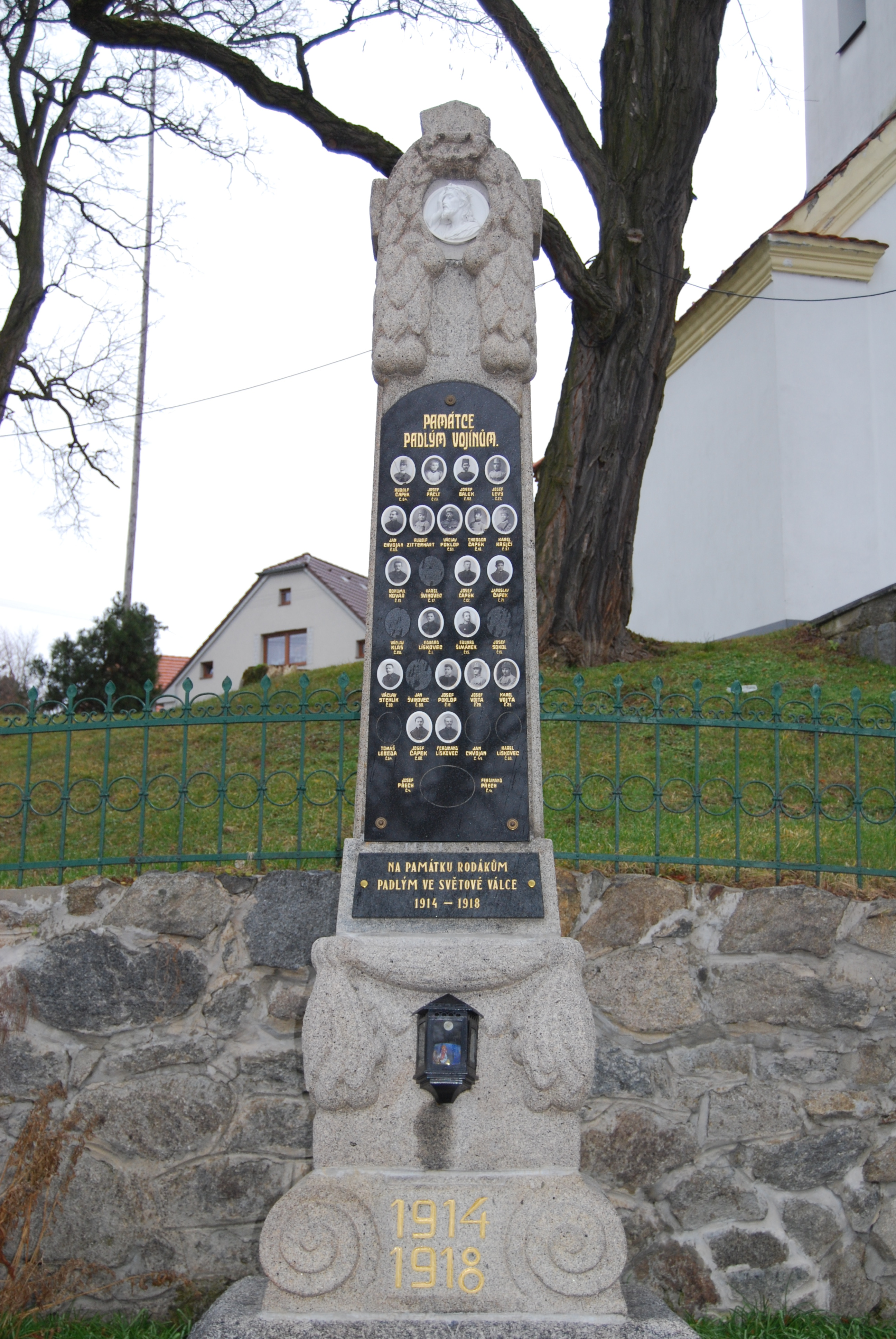
Pomník padlým v I. světové válce